# Hans Dieter Schaal

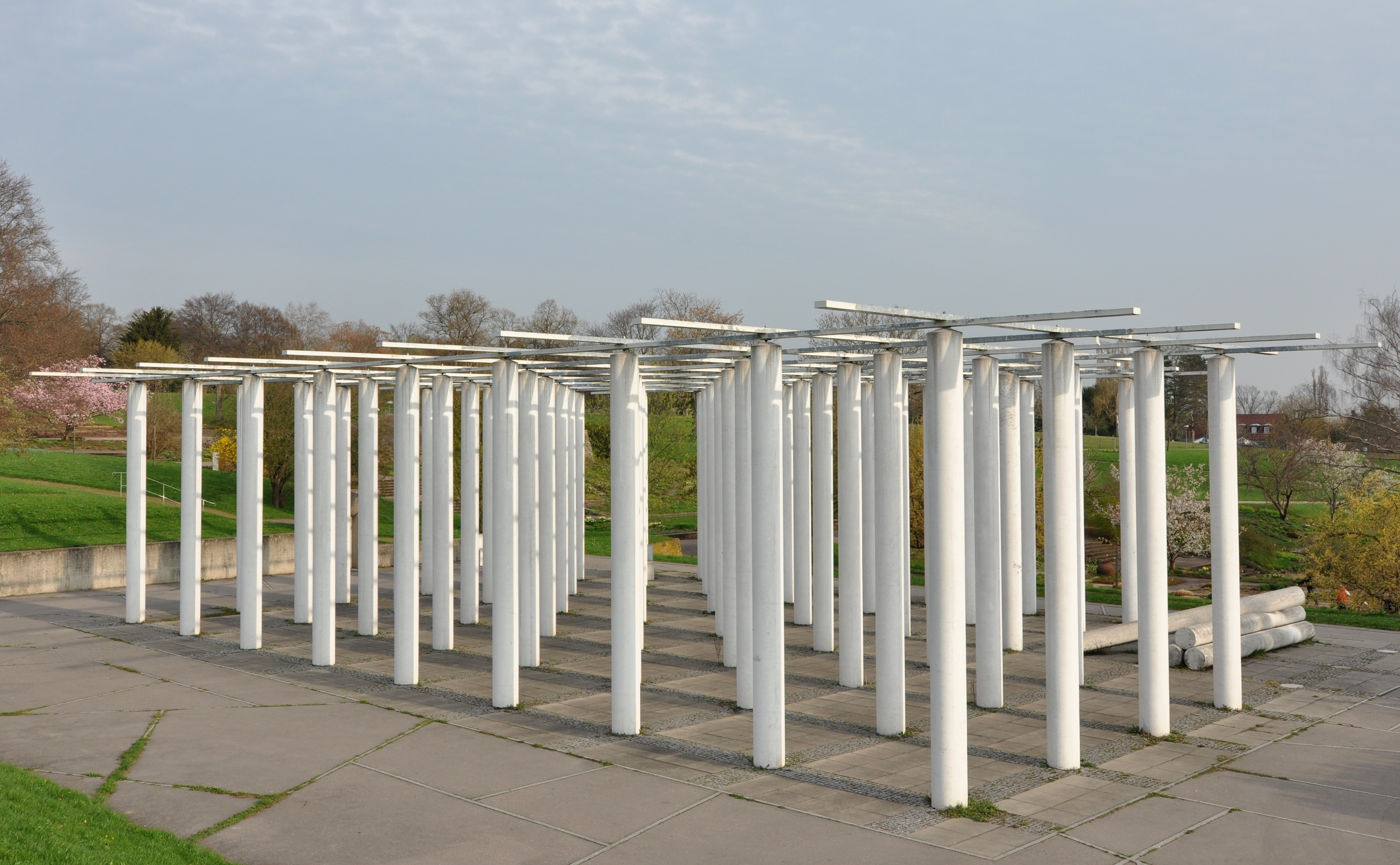
Stangenwald im Höhenpark Killesberg, errichtet 1993

Hans Dieter Schaal (* 1943 in Ulm; † 10. Mai 2025) war ein deutscher Architekt, Bühnenbildner und Landschaftsgestalter.

## Leben
Schaal studierte von 1963 bis 1964 Kunstgeschichte, Germanistik und Philosophie in Tübingen und München. 1965 begann er das Studium der Architektur in an der Technischen Hochschule Hannover und beendete es 1970 mit dem Diplom an der Technischen Hochschule Stuttgart. Seitdem war er freischaffend tätig. 1976 war er Stipendiat der Villa Massimo in Rom. Sein Büro und Atelier in Attenweiler betrieb er seit 1982. Schaal war  vor allem in den Bereichen Ausstellungsgestaltung, Bühnenbild und Landschaftsarchitektur tätig und verband diese Disziplinen miteinander.
Als Bühnenbildner wurde er durch die langjährige Zusammenarbeit mit Ruth Berghaus, der Kostümbildnerin Marie-Luise Strandt und der Dramaturgin Sigrid Neef bekannt. Seine erste Arbeit für die Regisseurin war 1983 das Bühnenbild zur Oper Die Trojaner in Frankfurt. Bis 1993 entstanden in Zusammenarbeit mit Ruth Berghaus insgesamt zehn Operninszenierungen. Seither hat er an vielen internationalen Bühnen mit bekannten Regisseuren gearbeitet, zuletzt vor allem mit Arila Siegert.
Außerdem hat Schaal die Räume zahlreicher bekannter Ausstellungen, Museen und Gedenkstätten gestaltet. 2012 zeigte er im Ulmer Museum unter dem Titel Denkgebäude (mit Mond) eine große Auswahl seiner Modelle und Zeichnungen. Die Spanne reichte von realisierten Architekturentwürfen über phantasievolle Bühnenbilder bis zu surrealistischen Darstellungen wie den „Türenfeld“, einem Labyrinth aus Mauern und Türen, die nirgendwohin führen.
2011 erhielt er den Oberschwäbischen Kunstpreis.
Seine letzten Jahre verbrachte er vor allem mit dem Schreiben einer Autobiographie.

## Werk

### Architektur

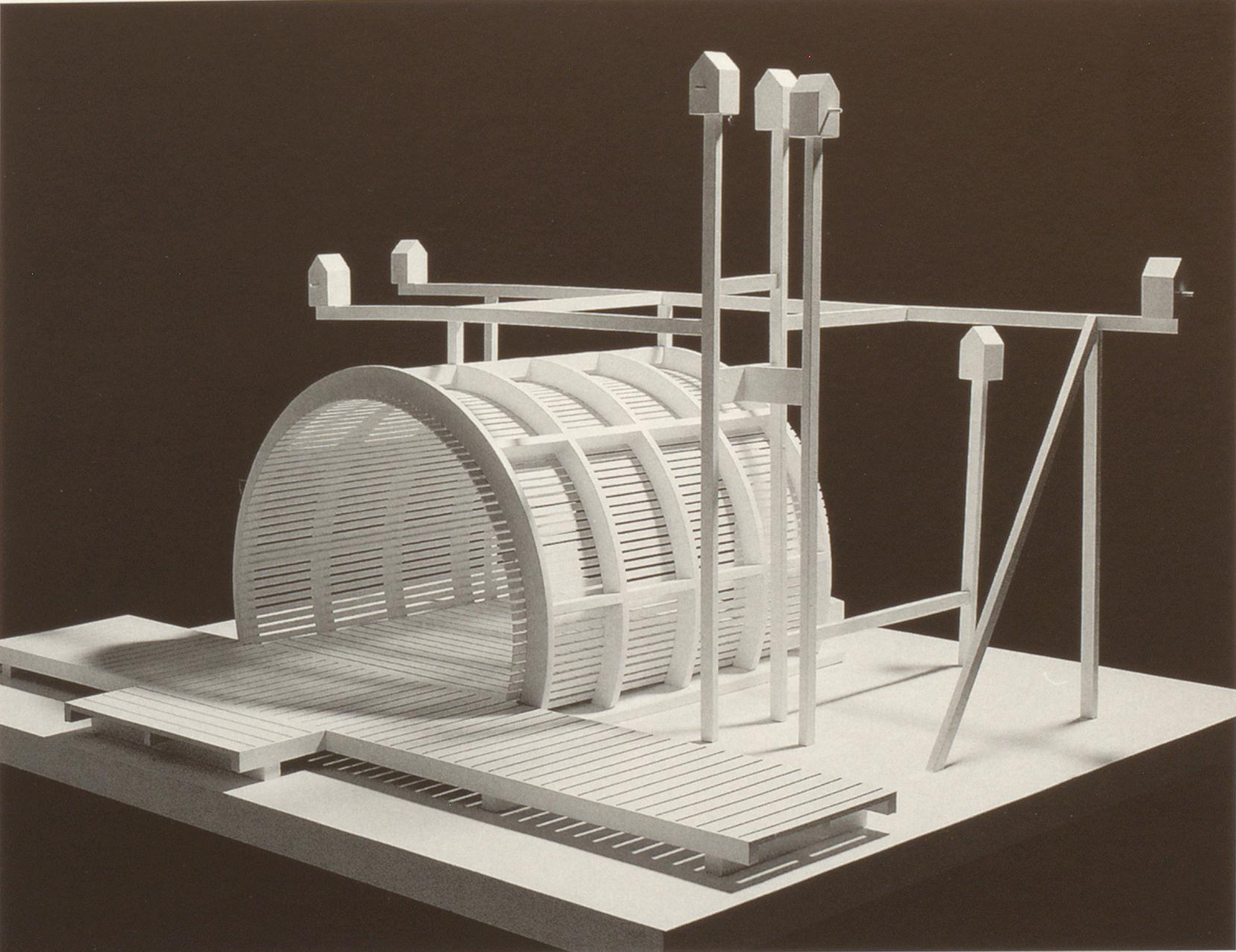
Modell zur Laube der Kunststation Villa Moser in Stuttgart.

- 1985–86 Urnenanlage auf dem Stadtfriedhof Singen
- 1993–94 Leibfriedscher Garten (Erschließung durch Stege) und Stangenwald (Platzanlage) sowie Kunststation Villa Moser, im Rahmen der IGA-Stuttgart
- 1999–2002 Bürgerpark / Wielandpark, Biberach an der Riß
- 2001 Monopteroshügel, Hohenheimer Gärten in Stuttgart Moderner Monopteros in den Hohenheimer Gärten in Stuttgart

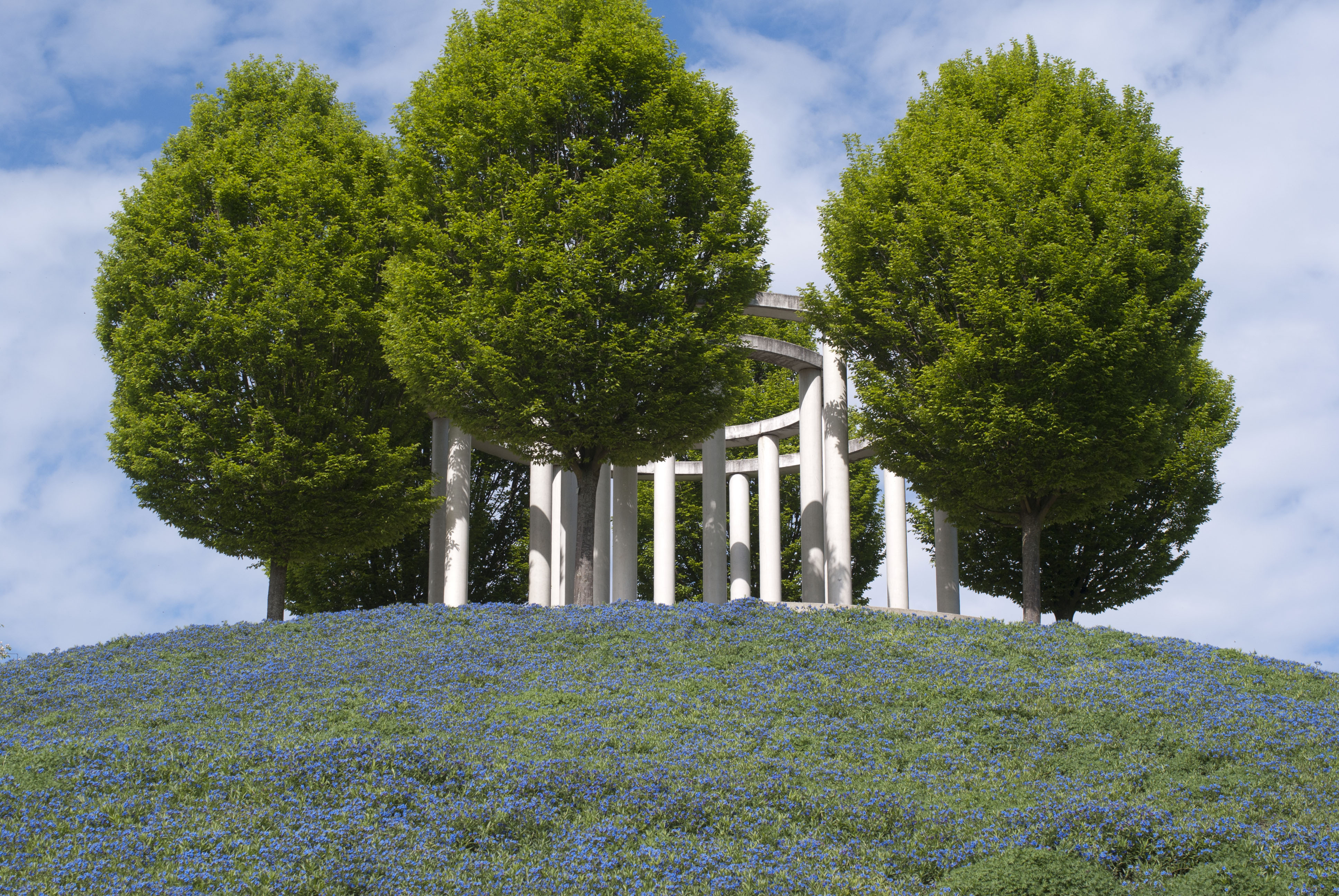
Moderner Monopteros in den Hohenheimer Gärten in Stuttgart

- 2009–2011 Gedenkstätte Esterwegen (Neubau Eingangsbereich mit Außenanlagen und Umbau bestehender ehemaliger Bundeswehrhallen zum Dokumentationszentrum)

### Ausstellungsgestaltung
- 1986–2020 Holzskulpturen auf dem Betzenhauser Torplatz zur Landesgartenschau 1986 in Freiburg[5]
- 1987 „Berlin–Berlin“, Martin-Gropius-Bau, Berlin
- 1991 „Otto Dix zum 100. Geburtstag“, Galerie der Stadt Stuttgart/Kunstmuseum Stuttgart
- 1993 „Edvard Munch und seine Modelle“, Galerie der Stadt Stuttgart/Kunstmuseum Stuttgart
- 1995 „Wandel ohne Wachstum“, Deutscher Pavillon, Architektur-Biennale Venedig
- 1996 „100 Jahre Kino“, Martin-Gropius-Bau, Berlin
- 1998 „Deutschland von außen“, Haus der Geschichte, Bonn
- 1998 „Prometheus: Menschen.Bilder.Visionen“, Alte Völklinger Hütte, Völklingen und historisches E-Werk Reading in Tel Aviv
- 1999 Dauerausstellung des Filmmuseums Berlin im Sony Center am Potsdamer Platz
- 2002–2004 Kunstgewerbemuseum im Schloss Köpenick
- 2003 „Das Rätsel der Kelten vom Glauberg“, Kunsthalle Schirn, Frankfurt am Main
- 2005–2006 Filmmuseum Berlin, Stiftung Deutsche Kinemathek, Ständige Ausstellung Fernsehen
- 2005–2006 KZ-Gedenkstätte Mittelbau-Dora
- 2005–2007 Neugestaltung der Dauerausstellung KZ-Gedenkstätte Bergen-Belsen
- 2007 „Jud Süß“, Haus der Geschichte Baden-Württemberg, Stuttgart
- 2007–2009 „Heimat und Exil“, Wanderausstellung; Jüdisches Museum Berlin, Haus der Geschichte der Bundesrepublik Deutschland Bonn, Zeitgeschichtliches Forum Leipzig
- 2008–2011 „Krieg und Medizin - War and Medicine“, Wanderausstellung; Wellcome Trust London, Deutsches Hygiene-Museum Dresden, Canadian War Museum Ottawa
- 2009 „Mythos Rommel“, Haus der Geschichte Baden-Württemberg, Stuttgart
- 2011–2012 Dokumentationsstelle Euthanasieaktion T4 im ehem. Kantinengebäude in Brandenburg a. d. Havel
- 2015 Dauerausstellung der Festung Königstein in Sachsen

### Bühnenbild
- 1983 – Berlioz: Die Trojaner, Oper Frankfurt; Regie: Ruth Berghaus
- 1984 – Berg: Wozzeck, Staatsoper Berlin; Regie: Ruth Berghaus
- 1985 – Berg: Wozzeck, Opéra Garnier, Paris; Regie: Ruth Berghaus
- 1986 – Henze: Orpheus, Wiener Staatsoper; Regie: Ruth Berghaus
- 1986 – R. Strauss: Elektra, Semperoper, Dresden; Regie: Ruth Berghaus
- 1987 – Schönberg: Moses und Aron, Staatsoper Berlin; Regie: Ruth Berghaus
- 1988 – Wagner: Tristan und Isolde, Hamburgische Staatsoper; Regie: Ruth Berghaus
- 1988 – Berg: Lulu, Brüssel; Regie: Ruth Berghaus
- 1988 – Schubert: Fierrabras, Theater an der Wien; Regie: Ruth Berghaus
- 1991 – Dukas: Ariane et Barbe-Bleue, Théâtre du Châtelet, Paris; Regie: Ruth Berghaus
- 1991 – R. Strauss: Elektra, Opernhaus Zürich; Regie: Ruth Berghaus
- 1993 – Herchet: Nachtwache, Oper Leipzig; Regie: Ruth Berghaus
- 1999–2000 – Wagner: Der Ring des Nibelungen, Nationaltheater Mannheim. Regie: Martin Schüler.
- 2013 – Messiaen: Saint François d’Assise, Opera House San Francisco; Regie: Nicolas Brieger
- 2003 – Rossini: Il barbiere di Siviglia, San Francisco; Regie: Johannes Schaaf
- 2004 – Berg: Wozzeck, Aalto-Theater Essen; Regie: Johannes Schaaf
- 2005 – Offenbach: Hoffmanns Erzählungen, Grazer Oper; Regie: Tatjana Gürbaca
- 2006 – Prokofjew: Cinderella, Bolschoi-Theater, Moskau; Regie und Choreographie: Juri Prossokow
- 2007 – d'Albert: Tiefland, Deutsche Oper Berlin; Regie: Roland Schwab
- 2007 – Beethoven: Fidelio, Opernhaus Kiel; Regie: Dominik Neuner
- 2007 – A. Scarlatti: La Giuditta, Staatstheater Mainz; Regie: Arila Siegert
- 2008 – Janáček: Die Sache Makropulos, Landestheater Neustrelitz; Regie: Arila Siegert
- 2008 – Tschaikowsky: Pique Dame, Oper Bonn; Regie: Johannes Schaaf
- 2008 – R. Strauss: Salome, Staatstheater Cottbus; Regie: Martin Schüler
- 2008 – Martinů: The Greek Passion, Opernhaus Zürich; Regie: Nicolas Brieger
- 2012 – Händel: Agrippina, Theater Kiel; Regie: Arila Siegert
- 2013 – Verdi: Rigoletto, Slowakisches Nationaltheater, Bratislava; Regie: Martin Schüler
- 2016 – Mozart: Idomeneo, Salzburger Landestheater; Regie: Arila Siegert
- 2017 – Verdi: Un ballo in maschera, Oper Chemnitz; Regie: Arila Siegert

## Publikationen
- Wege und Wegräume | Paths and Passages. Ernst & Sohn, 1978/1984. (PDF online)
- Mond. Selbstverlag, 1981. (PDF online)
- Landscape as Inspiration. Academy Editions, 1994.
- Denkgebäude. Vieweg-Verlag, 1984, ISBN 3-528-08698-X.
- Architektonische Situationen. Ernst & Sohn, 1986, ISBN 3-433-02247-X. (PDF online)
- Neue Landschaftsarchitektur | New Landscape Architecture. Ernst & Sohn, 1994.
- Architekturen 1979–1990 | Architectures 1979–1990. Galerie der Stadt Stuttgart. Verlag Hatje Cantz, 1990.
- mit Frank R. Werner: Innenräume | In-Between: Exhibition Architecture. Edition Axel Menges, 1999, ISBN 3-930698-71-4.
- Zwischenbereiche – Von Tieren, Menschen und Gehäusen | Zeichnungen 1998 bis 2003. Galerie Axel Holm, 2003, ISBN 5-455-038273.
- Global Museum. Edition Axel Menges 2007 (deutsch/englisch), ISBN 3-936681-14-7.
- Learning from Hollywood | Architecture and Film. Edition Axel Menges, 1999/2010, ISBN 978-3-936681-34-5. (deutsch/englisch)
- Stadttagebücher. Rom, Venedig, Warschau, Singapur, Kuala Lumpur, Tel Aviv, Jerusalem, Lissabon, San Francisco, Las Vegas, Los Angeles, Wien, Paris, Tallinn, Tartu, New York, Moskau, Sankt Petersburg, Barcelona, Genf, Brüssel, London; Edition Axel Menges, 2010, ISBN 978-3-936681-31-4.
- Ruinen | Ruins. Edition Axel Menges, 2011, ISBN 978-3-936681-46-8. (deutsch/englisch)
- Vom Schweigen der Natur | Zeichnungen und Collagen 2004 bis 2012. Verlag Robert Gessler, 2012, ISBN 978-3-86136-159-6.
- Hans Dieter Schaal | Work in Progress. – Architekt, Künstler, Ausstellungsgestalter, Bühnenbildner, Landschaftsgestalter, herausgegeben von Claus-Wilhelm Hoffmann und Frank R. Werner, Edition Axel Menges, 2013, ISBN 978-3-936681-49-9. (deutsch/englisch)
- Memorials : Betrachtungen über Denk-Male in unserer Zeit. Fellbach : Edition Axel Menges, 2015, ISBN 978-3-936681-87-1.
- "Hans Dieter Schaal | Stage Architecture / Bühnenarchitektur. Edition Axel Menges, Stuttgart / London, 2002, ISBN 3-930698-86-2. (deutsch/englisch)